# Daria Saville
Daria Saville (z domu Darja Alieksiejewna Gawriłowa, ros. Дарья Алексеевна Гаврилова; ur. 5 marca 1994 w Moskwie) – australijska tenisistka występująca do 2014 roku w barwach Rosji, triumfatorka juniorskiego US Open w singlu, juniorskiego French Open w deblu oraz złota medalistka igrzysk olimpijskich młodzieży, zdobywczyni Pucharu Hopmana w 2016 roku.
W grudniu 2021 roku jej mężem został tenisista Luke Saville.

## Kariera tenisowa

### 2010
Reprezentowała Rosję podczas Igrzysk Olimpijskich Młodzieży 2010 w Singapurze. Zdobyła tam złoty medal, a w finale pokonała Chinkę Zheng Saisai 2:6, 6:2, 6:0.
Podczas juniorskiego US Open pokonała Lauren Davis, Caroline Price, Tang Haochen, Robin Anderson oraz Sloane Stephens. W finale wygrała z Juliję Putincewą 6:3, 6:2. Był to jej pierwszy wielkoszlemowy tytuł. W grze podwójnej, grając wraz z Iriną Chromaczewą doszły do półfinału, gdzie przegrały z późniejszymi triumfatorkami całej imprezy – Timeą Babos i Sloane Stephens.
Podczas Kremlin Cup, dzięki otrzymanej „dzikiej karcie”, po raz pierwszy w karierze zagrała w turnieju głównym imprezy WTA. Przegrała z Ukrainką Aloną Bondarenko 5:7, 1:6.
Podczas turnieju ITF w Albuquerque doszła do drugiej rundy, gdzie przegrała z Kathrin Wörle 5:7, 1:6.
Na koniec 2010 roku zagrała w Orange Bowl. Odpadła w ćwierćfinale, przegrywając z Lauren Davis 2:6, 0:6.

### 2011
Rok 2011 rozpoczęła turniejem Loy Yang Traralgon International w Australii. Przegrała w 1/2 finału z Monicą Puig 2:6, 3:6. Podczas Australian Open odpadła w pierwszej rundzie, po przegranej z Kanami Tsuji 4:6, 3:6. W grze podwójnej grała wraz z Margaritą Gasparian. Rosjanki odpadły w ćwierćfinale, po przegranym spotkaniu z Eri Hozumi i Miyu Kato. W marcu doszła do finału turnieju ITF w Moskwie, w którym uległa Ludmyle Kiczenok. Trzy tygodnie później odniosła swój pierwszy triumf w imprezie cyklu ITF – w Antalyi.
Otrzymała dziką kartę do turnieju kwalifikacyjnego podczas wielkoszlemowego US Open. W pierwszym meczu przegrała z Kurumi Narą 2:6, 4:6.

### 2012
W lutym dotarła do półfinału imprezy z cyklu ITF w Moskwie, w którym przegrała 2:6, 1:6 z Anniką Beck. W parze z Iriną Chromaczewą zdobyła tytuł deblowy w Chiasso. Dwa tygodnie później grała w finale turnieju o puli nagród 25 000 $ w Moskwie, w którym przegrała z Margaritą Gasparian.
W czerwcu, w parze z Iriną Chromaczewą, zdobyła tytuł mistrzyni w grze podwójnej dziewcząt podczas paryskiego French Open. Dwa tygodnie później, po przejściu kwalifikacji w ’s-Hertogenbosch, zagrała w swoim drugim w turnieju głównym imprezy WTA i odniosła swoje pierwsze zwycięstwo w tego typu turnieju pokonując w pierwszej rundzie 6:1, 6:2 Yaninę Wickmayer, w drugiej ulegając 5:7, 6:7(4) Kirsten Flipkens. W tym samym miesiącu zagrała w juniorskim turnieju londyńskiego Wimbledonu, jednak przegrała w pierwszej rundzie 5:7, 6:4, 6:8 z Marcelą Zacarías. Odpadła w drugiej rundzie kwalifikacji w Baku. Ten sam wynik powtórzyła podczas imprez w Seulu, Osace i Moskwie. Dotarła do półfinału turnieju cyklu ITF w Traralgon, w którym przegrała 5:7, 5:7 z Ashleigh Barty. Ten sam wynik uzyskała dwa tygodnie później w Bendigo – tym razem uległa Olivii Rogowskiej 6:1, 4:6, 4:6.

### 2013
Sezon 2013 rozpoczęła od kwalifikacji turnieju w Brisbane. W pierwszej rundzie pokonała 6:2, 6:3 Marianę Duque Mariño, a w drugim meczu uległa Vanii King 6:7(0), 7:6(6), 2:6. W Hobart ponownie spotkała się z Marianą Duque Mariño, z którą tym razem przegrała 3:6, 4:6.
Startowała w turnieju kwalifikacyjnym Australian Open. Pokonała w nich Stephanie Vogt, Eugenie Bouchard oraz Zhou Yimiao i awansowała do turnieju głównego. W swoim pierwszym wielkoszlemowym spotkaniu turnieju głównego, pokonała Lauren Davis 6:3, 6:7(2), 6:4. W drugim pojedynku zmierzyła się z Łesią Curenko, z którą prowadziła w pierwszym secie 4:0, lecz ostatecznie przegrała całe spotkanie 5:7, 3:6. Na turnieju w Ad-Dausze wystąpiła w eliminacjach, w których pokonała Kristinę Barrois i uległa Tadeji Majerič. Wystąpiła jednak w turnieju jako szczęśliwa przegrana. W pierwszej rundzie wygrała z Anabel Mediną Garrigues 4:6, 6:3, 6:3. W kolejnym meczu przegrała z Sereną Williams 2:6, 1:6.
Następny start w turnieju głównym cyklu WTA Tour zanotowała w Monterrey. Uległa wtedy w pierwszej rundzie singla Terezie Mrdežie 4:6, 2:6, a w deblu awansowała do ćwierćfinału. W Oeiras przegrała w pierwszej rundzie gry podwójnej. W kwalifikacjach do French Open awansowała do trzeciej rundy, w eliminacjach do Wimbledonu zanotowała pierwszą rundę, a w turnieju kwalifikacyjnym do US Open przegrała w drugiej rundzie.
W Baku i Tokio osiągnęła pierwszą rundę singla, zaś w Taszkencie pierwszą rundę debla.

### 2014
W sezonie 2014 osiągnęła pierwszą rundę gry podwójnej w Stanford i drugą rundę gry pojedynczej w Tokio. W kwalifikacjach do US Open, reprezentując Australię, osiągnęła drugą rundę.

### 2015
W Brisbane i Sydney osiągnęła drugie rundy. Podczas Australian Open przegrywała w pierwszym meczu singla i debla, a w mikście dotarła do drugiej rundy. Następnie zanotowała kolejno: pierwszą rundę w Dosze, drugą w Indian Wells oraz czwartą w Miami. W turnieju w Rzymie rozgrywanym na nawierzchni ceglanej osiągnęła półfinał, przegrywając w nim z Mariją Szarapową. W drugim meczu French Open skreczowała.
Na nawierzchni trawiastej w Eastbourne mecz ćwierćfinałowy przeciw Sloane Stephens oddała walkowerem. Na Wimbledonie nie wygrała meczu. Rosjanka w lipcu wygrała pierwszy deblowy turniej rangi WTA Tour. W Stambule w parze z Eliną Switoliną (jako debel zastępujący) pokonały w ostatnim spotkaniu Çağlę Büyükakçay i Jelenę Janković 5:7, 6:1, 10–4.
W Toronto osiągnęła trzecią rundę, w Cincinnati – drugą, podczas US Open nie wygrała pierwszego spotkania. W Hongkongu zanotowała ćwierćfinał, w którym uległa Jelenie Janković 1:6, 1:6.

### 2016
Na początku sezonu razem z Nickiem Kyrgiosem osiągnęła triumf w rozgrywkach o Puchar Hopmana.

## Historia występów wielkoszlemowych
Legenda
     W, wygrany turniej
     F, przegrana w finale
     SF, przegrana w półfinale
     QF, przegrana w ćwierćfinale
     xR, przegrana w x rundzie
     Qx, przegrana w x rundzie kwalifikacji
     A, brak startu
     NH, turniej nie odbył się

### Występy w grze pojedynczej
|                        | Rosja | Rosja | Rosja | Rosja | Rosja | Australia | Australia | Australia | Australia | Australia | Australia | Australia | Australia | Australia | Australia | Australia |        |         |  |  |  |  |  |  |  |  |  |
| Turniej                | 2010  | 2011  | 2012  | 2013  | 2014  | 2015      | 2016      | 2017      | 2018      | 2019      | 2020      | 2021      | 2022      | 2023      | 2024      | 2025      | Tytuły | Z–P     |  |  |  |  |  |  |  |  |  |
| Australian Open        | A     | A     | A     | 2R    | A     | 1R        | 4R        | 4R        | 2R        | 1R        | A         | 2R        | 1R        | A         | 1R        | 1R        | 0 / 10 | 9 – 10  |  |  |  |  |  |  |  |  |  |
| French Open            | A     | A     | A     | Q3    | A     | 2R        | 1R        | 1R        | 3R        | 1R        | 2R        | A         | 3R        | A         | 1R        |           | 0 / 8  | 6 – 8   |  |  |  |  |  |  |  |  |  |
| Wimbledon              | A     | A     | A     | Q1    | A     | 1R        | 2R        | 1R        | 3R        | 1R        | NH        | A         | 1R        | 1R        | 2R        |           | 0 / 8  | 4 – 8   |  |  |  |  |  |  |  |  |  |
| US Open                | A     | Q1    | A     | Q2    | Q2    | 1R        | 1R        | 2R        | 2R        | 1R        | A         | A         | 1R        | 2R        | 1R        |           | 0 / 8  | 3 – 8   |  |  |  |  |  |  |  |  |  |
|                        |       |       |       |       |       |           |           |           |           |           |           |           |           |           |           |           |        |         |  |  |  |  |  |  |  |  |  |
| Ranking na koniec roku | 515   | 383   | 215   | 144   | 233   | 36        | 25        | 25        | 38        | 237       | 446       | 419       | 53        | 206       | 120       |           | 0 / 34 | 22 – 34 |  |  |  |  |  |  |  |  |  |

### Występy w grze podwójnej
|                        | Rosja | Rosja | Rosja | Rosja | Rosja | Australia | Australia | Australia | Australia | Australia | Australia | Australia | Australia | Australia | Australia | Australia |        |         |  |  |  |  |  |  |  |  |  |
| Turniej                | 2010  | 2011  | 2012  | 2013  | 2014  | 2015      | 2016      | 2017      | 2018      | 2019      | 2020      | 2021      | 2022      | 2023      | 2024      | 2025      | Tytuły | Z–P     |  |  |  |  |  |  |  |  |  |
| Australian Open        | A     | A     | A     | A     | A     | 1R        | 1R        | 1R        | 1R        | 2R        | A         | 1R        | A         | A         | 2R        | 1R        | 0 / 8  | 2 – 8   |  |  |  |  |  |  |  |  |  |
| French Open            | A     | A     | A     | A     | A     | A         | 1R        | 3R        | 1R        | A         | A         | A         | A         | A         | 1R        |           | 0 / 4  | 2 – 4   |  |  |  |  |  |  |  |  |  |
| Wimbledon              | A     | A     | A     | A     | A     | 1R        | 3R        | A         | 1R        | A         | NH        | A         | 1R        | 2R        | 1R        |           | 0 / 6  | 3 – 6   |  |  |  |  |  |  |  |  |  |
| US Open                | A     | A     | A     | A     | A     | 1R        | 2R        | 3R        | 1R        | A         | A         | A         | 2R        | 2R        | A         |           | 0 / 6  | 5 – 6   |  |  |  |  |  |  |  |  |  |
|                        |       |       |       |       |       |           |           |           |           |           |           |           |           |           |           |           |        |         |  |  |  |  |  |  |  |  |  |
| Ranking na koniec roku | –     | 833   | 477   | 537   | 398   | 173       | 90        | 55        | 118       | 148       | –         | 564       | 153       | 168       | 229       |           | 0 / 24 | 12 – 24 |  |  |  |  |  |  |  |  |  |

### Występy w grze mieszanej
|                 | Rosja | Rosja | Rosja | Rosja | Rosja | Australia | Australia | Australia | Australia | Australia | Australia | Australia | Australia | Australia | Australia | Australia |        |        |  |  |  |  |  |  |  |  |  |
| Turniej         | 2010  | 2011  | 2012  | 2013  | 2014  | 2015      | 2016      | 2017      | 2018      | 2019      | 2020      | 2021      | 2022      | 2023      | 2024      | 2025      | Tytuły | Z–P    |  |  |  |  |  |  |  |  |  |
| Australian Open | A     | A     | A     | A     | A     | 2R        | 1R        | 1R        | A         | A         | A         | A         | 1R        | A         | 1R        | 1R        | 0 / 6  | 1 – 6  |  |  |  |  |  |  |  |  |  |
| French Open     | A     | A     | A     | A     | A     | A         | 1R        | A         | A         | A         | NH        | A         | A         | A         | A         |           | 0 / 1  | 0 – 1  |  |  |  |  |  |  |  |  |  |
| Wimbledon       | A     | A     | A     | A     | A     | A         | A         | 1R        | 1R        | A         | NH        | A         | A         | A         | A         |           | 0 / 2  | 0 – 2  |  |  |  |  |  |  |  |  |  |
| US Open         | A     | A     | A     | A     | A     | 2R        | A         | A         | A         | A         | NH        | A         | A         | A         | A         |           | 0 / 1  | 1 – 1  |  |  |  |  |  |  |  |  |  |
|                 |       |       |       |       |       |           |           |           |           |           |           |           |           |           |           |           |        |        |  |  |  |  |  |  |  |  |  |
|                 |       |       |       |       |       |           |           |           |           |           |           |           |           |           |           |           | 0 / 10 | 2 – 10 |  |  |  |  |  |  |  |  |  |

## Finały turniejów WTA
| Legenda                     | Legenda |
| --------------------------- | ------- |
| Wielki Szlem                |         |
| Igrzyska olimpijskie        |         |
| WTA Tour Championships      |         |
| 2009 – 2020                 |         |
| WTA Premier Mandatory       |         |
| WTA Premier 5               |         |
| WTA Premier                 |         |
| WTA International Series    |         |
| WTA 125K series (2012–2020) |         |
| od 2021                     |         |
| WTA 1000 (obowiązkowe)      |         |
| WTA 1000 (nieobowiązkowe)   |         |
| WTA 500                     |         |
| WTA 250                     |         |
| WTA 125                     |         |

### Gra pojedyncza 5 (1–4)
| Końcowy wynik | Nr | Data                 | Turniej   | Nawierzchnia  | Przeciwniczka            | Wynik finału     |
| ------------- | -- | -------------------- | --------- | ------------- | ------------------------ | ---------------- |
| Finalistka    | 1. | 22 października 2016 | Moskwa    | Twarda (hala) | Swietłana Kuzniecowa     | 2:6, 1:6         |
| Finalistka    | 2. | 27 maja 2017         | Strasburg | Ceglana       | Samantha Stosur          | 7:5, 4:6, 3:6    |
| Zwyciężczyni  | 1. | 26 sierpnia 2017     | New Haven | Twarda        | Dominika Cibulková       | 4:6, 6:3, 6:4    |
| Finalistka    | 3. | 15 października 2017 | Hongkong  | Twarda        | Anastasija Pawluczenkowa | 7:5, 3:6, 6:7(3) |
| Finalistka    | 4. | 27 sierpnia 2022     | Grandby   | Twarda        | Darja Kasatkina          | 4:6, 4:6         |

### Gra podwójna 5 (3–2)
| Końcowy wynik | Nr | Data                 | Turniej   | Nawierzchnia  | Partnerka                | Przeciwniczki                              | Wynik finału   |
| ------------- | -- | -------------------- | --------- | ------------- | ------------------------ | ------------------------------------------ | -------------- |
| Zwyciężczyni  | 1. | 26 lipca 2015        | Stambuł   | Twarda        | Elina Switolina          | Çağla Büyükakçay Jelena Janković           | 5:7, 6:1, 10–4 |
| Finalistka    | 1. | 22 października 2016 | Moskwa    | Twarda (hala) | Darja Kasatkina          | Andrea Hlaváčková Lucie Hradecká           | 6:4, 0:6, 7–10 |
| Finalistka    | 2. | 23 września 2017     | Tokio     | Twarda        | Darja Kasatkina          | Andreja Klepač María José Martínez Sánchez | 3:6, 2:6       |
| Zwyciężczyni  | 2. | 25 maja 2019         | Strasburg | Ceglana       | Ellen Perez              | Duan Yingying Han Xinyun                   | 6:4, 6:3       |
| Zwyciężczyni  | 3. | 21 maja 2022         | Strasburg | Ceglana       | Nicole Melichar-Martinez | Lucie Hradecká Sania Mirza                 | 5:7, 7:5, 10–6 |

## Finały turniejów ITF
| turnieje z pulą nagród 100 000 $ (W100)  |
| turnieje z pulą nagród 75/80 000 $ (W80) |
| turnieje z pulą nagród 50/60 000 $ (W75) |
| turnieje z pulą nagród 40 000 $ (W50)    |
| turnieje z pulą nagród 25 000 $ (W35)    |
| turnieje z pulą nagród 15 000 $ (W15)    |
| turnieje z pulą nagród 10 000 $          |

### Gra pojedyncza 7 (5–2)
| Rezultat     |    | Data       | Turniej    | ($)    | Naw.    | Przeciwniczka       | Wynik            |
| Finalistka   | 1. | 27/03/2011 | Moskwa     | 25 000 | Twarda  | Ludmyła Kiczenok    | 2:6, 0:6         |
| Zwyciężczyni | 1. | 17/04/2011 | Antalya    | 10 000 | Ceglana | Ksienija Łykina     | 6:4, 4:6, 6:2    |
| Finalistka   | 2. | 19/05/2012 | Moskwa     | 25 000 | Ceglana | Margarita Gasparian | 6:4, 4:6, 6:7(2) |
| Zwyciężczyni | 2. | 12/10/2014 | Bangkok    | 25 000 | Twarda  | Sabina Sharipova    | 7:6(4), 6:3      |
| Zwyciężczyni | 3. | 08/02/2015 | Burnie     | 50 000 | Twarda  | Irina Falconi       | 7:5, 7:5         |
| Zwyciężczyni | 4. | 15/02/2015 | Launceston | 50 000 | Twarda  | Tereza Mrdeža       | 6:1, 6:2         |
| Zwyciężczyni | 5. | 01/12/2024 | Gold Coast | 60 000 | Twarda  | Lizette Cabrera     | 7:5, 7:6(3)      |

### Gra podwójna 3 (2–1)
| Rezultat     |    | Data       | Turniej    | ($)    | Naw.    | Partnerka         | Przeciwniczki                    | Wynik       |
| Zwyciężczyni | 1. | 05/05/2012 | Chiasso    | 25 000 | Ceglana | Irina Chromaczowa | Conny Perrin Maša Zec Peškirič   | 6:0, 7:6(1) |
| Zwyciężczyni | 2. | 12/07/2014 | Sacramento | 50 000 | Twarda  | Storm Sanders     | Maria Sanchez Zoë Gwen Scandalis | 6:2, 6:1    |
| Finalistka   | 1. | 10/10/2014 | Bangkok    | 25 000 | Twarda  | Irina Chromaczowa | Liu Chang Lu Jiajing             | 4:6, 3:6    |

## Występy w igrzyskach olimpijskich

### Gra pojedyncza
| Runda                                                                              | Przeciwniczka                          | Wynik    |
| ---------------------------------------------------------------------------------- | -------------------------------------- | -------- |
|                                                                                    |                                        |          |
| Letnie Igrzyska Olimpijskie w Rio de Janeiro 2016, reprezentując państwo Australia |                                        |          |
| I runda                                                                            | Stany Zjednoczone: Serena Williams [1] | 4:6, 2:6 |

### Gra podwójna
| Runda                                                                              | Partnerka       | Przeciwniczki                                      | Wynik         |
| ---------------------------------------------------------------------------------- | --------------- | -------------------------------------------------- | ------------- |
|                                                                                    |                 |                                                    |               |
| Letnie Igrzyska Olimpijskie w Rio de Janeiro 2016, reprezentując państwo Australia |                 |                                                    |               |
| I runda                                                                            | Samantha Stosur | Szwajcaria: Timea Bacsinszky / Martina Hingis [5]  | 4:6, 6:4, 2:6 |
|                                                                                    |                 |                                                    |               |
| Letnie Igrzyska Olimpijskie w Paryżu 2024, reprezentując państwo Australia         |                 |                                                    |               |
| I runda                                                                            | Ellen Perez     | Stany Zjednoczone: Coco Gauff / Jessica Pegula [1] | 3:6, 1:6      |

## Finały juniorskich turniejów wielkoszlemowych

### Gra pojedyncza (2)
| Końcowy wynik | Rok  | Turniej     | Nawierzchnia | Przeciwniczka       | Wynik finału |
| Finalistka    | 2009 | French Open | Ziemna       | Kristina Mladenovic | 3:6, 2:6     |
| Zwyciężczyni  | 2010 | US Open     | Twarda       | Julija Putincewa    | 6:3, 6:2     |

### Gra podwójna (1)
| Końcowy wynik | Rok  | Turniej     | Nawierzchnia | Partnerka         | Przeciwniczki                           | Wynik finału   |
| Zwyciężczyni  | 2012 | French Open | Ziemna       | Irina Chromaczowa | Montserrat González Beatriz Haddad Maia | 4:6, 6:4, 10–8 |